# Ліцей Генріха IV
Ліцей Генріха IV (фр. Lycée Henri-IV) — середній навчальний заклад у Парижі. Один з найвідоміших ліцеї Франції, який вирізняється високим рівнем викладання та результатів бакалавреату. Ліцей розташований на вулиці рю Кловіс 23 у 5 адміністративному окрузі, неподалік від Латинського кварталу.

## Історія
502 року на місці теперішнього ліцею франкським королем Хлодвігом та його дружиною Клотильдою Бургундською було засновано абатство Петра і Павла. Абатство підпорядковувалося бенедиктинському ордену. 512 року в абатстві було перепоховано Святу Женев'єву. Після неодноразового плюндрування абатства норманнами, абатство перейшло до секулярних каноніків. У XII столітті монастир було реформовано абатом Сюжером з Сен-Дені: світських каноніків замінили так звані регулярні каноніки з марсельського абатства Сен-Віктор. За вказівкою абата Сюжера тут було засновано майстерню переписувачів книг та бібліотеку.
1619 року Людовик XIII зробив комендатором абатства кардинала Франсуа де Ларошфуко. Під час Французької революції каноніків було вигнано з абатства, яке було проголошено національною власністю
Незважаючи на неспокійний час, вдалося зберегти багату бібліотеку монастиря, яка налічувала 58000 томів друкованих книг та 2000 томів рукописів та вважалася третьою бібліотекою в Європі, після Ватиканської та Бодліанської бібліотек. Саме ж абатство було перетворено на навчальний заклад — центральну школу Пантеону. Невдовзі школу перейменували на Ліцей Наполеона. Цей ліцей став другим ліцеєм в історії Франції, після Ліонського ліцею, що був заснований 1519 року. Під час Реставрації заклад було перейменовано на Ліцей П'єра Корнеля, а згодом на Ліцей Генріха IV. Ліцей став навчальним закладом вищої аристократії, зокрема тут навчався син Луї-Філіпа I.

## Сьогодення
Ліцей Генріха IV структурно складається з колежу (4-річний курс середньої школи) та власне ліцею (трирічний бакалаврський курс), а також підготовчих класів для вступу до так званих Великих шкіл (Grandes Écoles). Загалом тут навчається до 2500 учнів.
Колеж відвідують близько 600 учнів переважно з південних кварталів Парижа. Як правило це учні з заможних, часто професорських родин. Ліцей приваблює батьків своїм високим реноме та престижним розташуванням поряд з Сорбонною. Проте тут навчаються й учні з інших районів міста.
На відміну від колежу, до ліцею приймають виключно за успішністю. Таким чином, у ліцей вступають учні з усіх шкіл Парижа та передмість. Близько 10-12% учнів походять із так званих «проблемних» кварталів. Завдяки суворому відбору ліцей має значно більше відмінників, ніж інші школи Парижа.
Відбір до підготовчих класів також здійснюється виключно за успішністю. Оскільки підготовчі класи Ліцею Генріха IV вважаються одними з найкращих у Франції, документи на вступ до них подають учні з усієї країни. При вступі до «Великих шкіл» випускники ліцею традиційно мають найвищий відсоток тих, хто вдало склав вступні іспити (Concours) У рамках Парижа Ліцей Генріха IV традиційно суперничає з так само успішним Ліцеєм Людовика Великого.

## Відомі учні
- Дезіре Андре (1840—1918), математик
- Гі Беар (* 1930), шансоньє, композитор, актор
- Леон Блюм (1872—1950), політик
- Жак Бурбон Бюссе (1912—2001), письменник і політик
- Еміль Бутру (1845—1921), філософ
- Етьєн Жільсон (1884—1978), філософ
- Патрік Брюель (* 1959), співак і актор
- Андре Вен-Труа (* 1942), архієпископ Парижа
- Сімона Вейль (1909—1943), філософ
- Естер Дюфло (* 1972), економіст, викладачка Массачусетського технологічного інституту
- Андре Жід (1869—1951), письменник
- Жульєн Ґрак (1910—2007), письменник
- Паскаль Ґім'є (* 1960), журналіст
- Ганс Ульрих Ґумбрехт (* 1948), німецький філолог-романіст, викладач Стенфордського університету
- Альфред Жаррі (1873—1907), письменник
- Лінда Ле (1963—2022), письменниця
- Стефан Лісснер (*1953), театральний діяч
- Емманюель Макрон (*1977), політик, 25-й президент Французької республіки
- Жак Марітен (1882—1973), філософ
- Поль Массо (1800—1881), медик і політик
- Проспер Меріме (1803—1870), письменник
- Ален Менк (* 1949), письменник, політолог
- Патрік Модіано (* 1945), письменник
- Гі де Мопассан (1850—1893), письменник
- Альфред де Мюссе (1810—1857), письменник
- Поль Нізан (1905—1940), письменник
- Жан д'Ормессон (1925—2017), письменник, член Французької академії
- Жан Орсель (1896—1978), мінералог
- Мазарін Пенжо (* 1974), письменниця, журналістка, дочка Франсуа Міттерана
- Жорж Перек (1936—1982), письменник-експериментатор
- Жан Плантюре, псевдонім Плантю (Plantu), (* 1951), картикатурист
- Анрі Реньо (1843—1871), художник
- Жан-Поль Сартр (1905—1980), філософ, письменник
- Хорхе Семпрун (1923—2011), письменник, колишній міністр культури Іспанії, член Гонкурівської академії
- Бертран Таверньє (* 1941), кінорежисер
- Альбер Тібоде (1874—1936), письменник, літературознавець
- Леон-Поль Фарг (1876—1947), письменник
- Ален Фінкелькраут (* 1949), філософ
- Валентен Фельдман (1909—1942), філософ, учасник Руху Опору
- Мішель Фуко (1926—1984), філософ
- Жорж Фрідманн (1902—1977) соціолог
- Фолькер Шльондорф (* 1939), німецький кінорежисер
- Жан-Клод Шмітт (* 1946), французький історик

## Відомі викладачі
- Жан-Луї-Арман Катрфаж (1810–1892), зоолог, антрополог
- Жуль Ем (1824–1856), зоолог, палеонтолог, геолог, дослідник коралів.
- Анрі Бергсон (1859–1941), філософ
- Еміль Шартьє, відомий як Ален (1868–1951), філософ
- Жорж Помпіду (1911–1974), президент Франції у 1969–1974 роках
- Альбер Собуль (1914–1982), історик-марксист